# Pic Negre
Pic Negre – szczyt górski w Pirenejach Wschodnich. Administracyjnie położony jest na trójstyku dwóch andorskich parafii – Escaldes-Engordany i Sant Julià de Lòria – oraz hiszpańskiej prowincji Lleida. Wznosi się na wysokość 2701 m n.p.m.
Na zachód od szczytu usytuowany jest Pic de Monturull (2754 m n.p.m.), na południowy wschód Torre dels Soldats (2761 m n.p.m.), na północny zachód Obaga de Nou Fonts (2606 m n.p.m.), natomiast na zachodzie położona jest przełęcz Port Negre (2665 m n.p.m.). Na południowych stokach Pic Negre swoje źródła ma strumień Torrent de Port Negre. 
Szczytu Pic Negre nie należy mylić z górą Pic Nègre d’Envalira położoną około 20 km na północny wschód, na granicy Andory (parafia Encamp) i Francji (gmina Porta, departament Pireneje Wysokie).